# Marco Tardelli
Marco Tardelli (n. 24 septembrie 1954 la Capanne di Careggine, provincia Lucca, Toscana) este un fost mare fotbalist italian care a evoluat pe postul de mijlocaș la mai multe formații, fiind cunoscut pentru activitatea de la clubul Juventus Torino și cea de la naționala de fotbal a Italiei, cu care este Campion Mondial. Este unul din puținii care au reușit să își treacă în palmares toate cele trei competiții europene de bază din acea vreme: Cupa Campionilor Europeni, Cupa UEFA și Cupa Cupelor. Este celebru gestul său din finala Campionatului Mondial de Fotbal din 1982, când, marcând golul de 2-0 al Italiei, nu a mai putut să își stăpânească emoțiile uriașe și, cu lacrimi în ochi și urlând de bucurie, a alergat către banca de rezerve a naționalei țării sale.

## Cariera de jucător
Tardelli și-a început cariera de fotbalist în anul 1972, la formația Pisa Calcio, care evolua pe atunci în Serie C. A jucat la formația din Pisa până în 1974, bifând 41 de apariții pentru Nerazzurri și marcând un număr de 4 goluri. Din 1974, avea să joace la clubul Como Calcio, care participa în Serie B.
La Como, pentru care a evoluat în 36 de meciuri și a marcat 2 goluri, a fost observat de câțiva apropiați ai clubului Juventus, care i-au facilitat transferul la formația din Torino, după doar un sezon petrecut pentru Lariani.
Prima reușită individuală, în timpul șederii la Juventus, a fost debutul la echipa națională a Italiei, consemnat la data de 7 aprilie 1976, într-un meci împotriva Portugaliei. Avea să fie primul dintr-o serie de multe succese atât la echipa de club, cât și la echipa națională.
A urmat apoi primul titlu de campion al Italiei, în 1977, an în care Juventus și Marco Tardelli aveau să câștige și primul trofeu european : Cupa UEFA, după câștigarea dublei manșe împotriva formației spaniole Athletic Bilbao. După ce în tur, la Torino, Tardelli a marcat unicul gol al celor de la Juventus Torino, în victoria obținută la limită, scor 1-0.
În retur, Roberto Bettega a deschis scorul pentru Juve, însă bascii au egalat și au preluat conducerea când mai erau de jucat doar 12 minute regulamentare. Juventus a reușit să câștige trofeul datorită golului marcat în deplasare, iar victoria devenea primul succes italian în Cupele Europene fără niciun străin în echipă, și, până astăzi, și singurul.
În 1978, după câștigarea celui de-al doilea titlu de campion al Italiei cu Juventus, Tardelli a participat la Campionatul Mondial de Fotbal din Argentina, însă echipa națională a Italiei a terminat doar pe locul 4. Apoi, în 1980, a participat la Campionatul European de Fotbal desfășurat chiar în Italia.
Tardelli a marcat singurul gol al Italiei în grupe, împotriva Angliei, într-o victorie a Italiei arbitrată de Nicolae Rainea. Deaorece a terminat pe locul 2 în grupă, Italia a fost nevoită să joace doar în finala mică. După 1-1 în timpul regulamentar, a urmat o serie interminabilă de penalty-uri, transformate toate. Tardelli a bătut al optulea, înscriind de la punctul cu var, însă următorul executant al italienilor, Fulvio Collovati, a ratat, Italia ratând din nou locul 3.
După încă două titluri de campion al Italei, pentru Marco Tardelli a urmat Campionatul Mondial din 1982, desfășurat în Spania. În meciul din turul doi al grupelor, împotriva Argentinei, Campioana Mondială, Tardelli a deschis scorul. Interesant, la fel ca la Campionatul European din urmă cu doi ani, meciul a fost arbitrat tot de românul Nicolae Rainea.
Până la urmă, Italia avea să se califice în finala împotriva Germaniei de Vest. Paolo Rossi a deschis scorul, iar în minutul 69, Marco Tardelli a preluat balonul la marginea careului german, șutând fără speranțe pentru portarul german. Meciul s-a terminat cu scorul de 3-1, iar Tardelli devenea Campion Mondial.
În 1984, Marco Tardelli a reușit să câștige al doilea trofeu din palmaresul său european : Cupa Cupelor. În finală, Juventus a trecut, scor 2-1, de formația portugheză FC Porto. Ca o consecință a acestui succes european, Juventus a disputat Supercupa Europei împotriva celor de la Liverpool, învingând formația engleză cu scorul de 2-0.
A urmat apoi finala Cupei Campionilor Europeni pentru Marco Tardelli, finala desfășurată pe stadionul Heysel, memorabilă pentru incidentele petrecute înaintea partidei. Michel Platini a marcat, iar Tardelli a reușit câștigarea celui de-al patru trofeu european, după Cupa UEFA, Cupa Cupelor și Supercupa Europei.
După această finală, Tardelli a plecat de la Juventus la una din rivalele clubului torinez, Inter Milano. A evoluat pentru Internazionale până în 1987, când a părăsit clubul milanez, după 43 de partide jucate și 2 goluri marcate pentru aceasta. S-a retras în 1988, după ce a mai evoluat în 14 partide pentru elvețienii de la St. Gallen.

## Cariera de antrenor
Imediat după retragerea din activitatea de fotbalist profesionist, Marco Tardelli și-a început cariera de antrenor. Prima formație antrenată de fostul jucător italian a fost naționala Italiei sub 16 ani, pentru ca din 1990 să devină secundul lui Cesare Maldini la naționala Italiei sub 21 de ani.
În 1993, s-a întors la Como, clubul la care s-a remarcat, pregătind echipa din Lombardia până în 1995. Deși a reușit să promoveze cu echipa în Serie B, Marco Tardelli nu a reușit să ăși păstreze scaunul de antrenor al echipei sale deoarece, la finalul sezonului, a retrogradat din nou în Serie C1.
A rămas totuși antrenor în Serie B, pregătind formația Cesena A.C. A fost antrenorul acestei formații până în 1998, când a devenit antrenorul principal al echipei naționale sub 21 de ani a Italiei. După ce a câștigat Campionatul European de Tineret cu echipa sa, a fost considerat apt de către șefii clubului Inter Milano, la care evoluase în cariera sa de fotbalist, de a prelua banca tehnică a echipei.
Nu a reușit să rămână la formația milaneză decât un singur sezon, deoarece a reușit o serie de rezultate incredibil de proaste, culminând cu o înfrângere în fața marii rivale, AC Milan (6-0!). A mai avut câteva aventuri, la formațiile Bari sau Arezzo, precum și la naționala de fotbal a Egiptului, însă în 2005 a făcut o scurtă pauză în cariera sa de antrenor.
În 2008, a fost numit secundul lui Giovanni Trapattoni la naționala de fotbal a Irlandei, celălalt antrenor secund fiind coechipierul lui Trappatoni, Liam Brady, cel care se ocupa și cu departamentul de tineret al clubului Arsenal.

## Palmares

### Ca jucător
- Campion Mondial: 1982
- Campion al Italiei (de 5 ori, cu Juventus): 1977, 1978, 1981, 1982, 1984
- Cupa Italiei (de 2 ori, cu Juventus): 1979, 1983
- Cupa Campionilor Europeni: 1985
- Cupa Cupelor: 1984
- Cupa UEFA: 1977
- Supercupa Europei: 1984

### Ca antrenor
- Campionatul European U-21: 1999

1. ↑  Olympedia